# سام لوك
سام لوك (بالإنجليزية: Sam Locke)‏ هو كاتب سيناريو أمريكي، ولد في 17 يناير 1917 في بيبودي في الولايات المتحدة، وتوفي في 18 سبتمبر 1998 في سان دييغو في الولايات المتحدة.

## وصلات خارجية
- سام لوك على موقع IMDb (الإنجليزية)
- سام لوك على موقع أول موفي (الإنجليزية)
- سام لوك على موقع قاعدة بيانات برودواي على الإنترنت (الإنجليزية)
- سام لوك على موقع قاعدة بيانات الفيلم (الإنجليزية)
- سام لوك على موقع كينوبويسك (الروسية)